# 和尚塚 (宇都宮市)
和尚塚（おしょうづか）は、栃木県宇都宮市戸祭二丁目にある墳丘墓。祥雲寺を開いた和尚の良訓を弔うために築かれた塚である。塚の周辺地域を指す地名としても使われており、昭和の一時期には正式な町名に採用されていた。

## 概説
桜通りから宇都宮文星女子高等学校方向へ約600 mほど進んだところに本門佛立宗遠歓寺（おんかんじ）があり、その境内の東側に和尚塚がある。遠歓寺は和尚塚の元所有者であるが、2020年（令和2年）現在は宇都宮市が所有する。現存する和尚塚は1933年（昭和8年）に納骨堂を建設するために削平されて変形しているが、塚の基部は原形をとどめている。元は円墳のような形をしていたと推定され、その直径は約20 mである。なお1992年（平成4年）の宇都宮市教育委員会による発掘調査では方形と判定され、南北約28 m×東西約22 mであったと記している。高さは約2 mあるが、削られているため、本来はより高かった。
和尚塚には「将軍塚」の異名があり、周辺にあった家来塚に比べて規模が大きかったことに由来する。「家来塚」ないし「行人塚」と呼ばれていた塚は、和尚塚と同様の形の塚であり、4 - 5基ほど約200 m間隔で点在していた。これら家来塚は子供たちの格好の遊び場で、そのうちの1基である中型塚（現・戸祭二丁目8番付近）近くの芝原では冬に闘犬が開かれていた。子供たちは闘犬の際に中型塚に登って観戦した。
和尚塚の名の通り、雪江良訓（せつこう りょうくん）和尚を供養するために造られた塚である。経石も出土しているので経塚とも言えるが、良訓を供養するために築かれたものであるため、供養塚と解するべきである。良訓は八幡山の西端にある祥雲寺を開山した和尚であり、相模国（現・神奈川県）の最乗寺住職に推薦されたこともある高僧である。良訓の出自は不明ながら、戸祭中城から見て北西の位置に和尚塚があること、将軍塚の別名があること、祥雲寺境内でなく出身家の墓所に埋葬された祥雲寺住職がいることから、戸祭氏の出身である可能性が指摘されている。さらに宇都宮正綱の弟・戸祭備中守高定（とまつり びっちゅうのかみ たかさだ）と同一人物であるという説もある。戸祭備中守高定は祥雲寺の開基と伝えられている。
和尚塚は祥雲寺から約2 kmも離れており、建立当時は台地上に広がる平地林であったことから、当時の戸祭村の住人にとっては俗世から隔離された霊地であり、良訓永眠の地としてふさわしい土地であったと考えられる。しかし現代では周囲は宅地化し、往時の景観とはすっかり変化してしまった。なお和尚塚の南方の一角に亀鶴荘（きかくそう）と呼ばれる場所があり、そこに良訓が庵を結んでいたという説がある。

## 歴史
良訓は祥雲寺を開山した後、大永5年（1525年）に遷化（逝去）し、良訓の200回忌を迎えるに当たって享保9年正月5日（グレゴリオ暦：1724年1月30日）に和尚塚が築造された。明和8年（1771年）刊行の『宇都宮故実抄』には、御将塚（おしょうづか）が高定の墓であるとの記述があり、当時は知られた存在であったようであるが、その後誰の墓であるか忘れ去られ、「和尚塚」の名から、誰かは分からないが高僧の墓なのだろうと周辺住民は思っていた。
明治時代初期には馬場町の小倉屋が所有しており、当主が塚を掘ったものの何も出土せず、当主は間もなく亡くなってしまった。その後、小林氏の手に渡ったが、不幸が続いたため手放し、付近に第14師団が設置されて利用価値が高まると踏んだ黒磯の富豪が周辺の畑とともに購入、更に大田原の人が所有者となったが、2人とも不幸に見舞われたため、放出した。この頃の和尚塚周辺は数軒の住宅と広大な畑作地の広がる地域であったといい、夏にはブユが多く発生し、住みにくい環境であった。
1921年（大正9年）になって本門法華宗佛立協会宇都宮親会場（後の遠歓寺）が取得し、月4回の供養を行ったところ、不幸の連鎖は収まったという。佛立協会はその後、信徒が200人に達したため、本堂と納骨堂を建設することを決め、1933年（昭和8年）8月に塚の一部を発掘してみると、経石と供養碑が出土した。この供養碑の記述により、良訓の200回忌に造られた塚であることが再発見された。発掘された経石と供養碑は1933年（昭和8年）9月に完成した納骨堂に納められ、春と秋の彼岸に公開されるようになった。

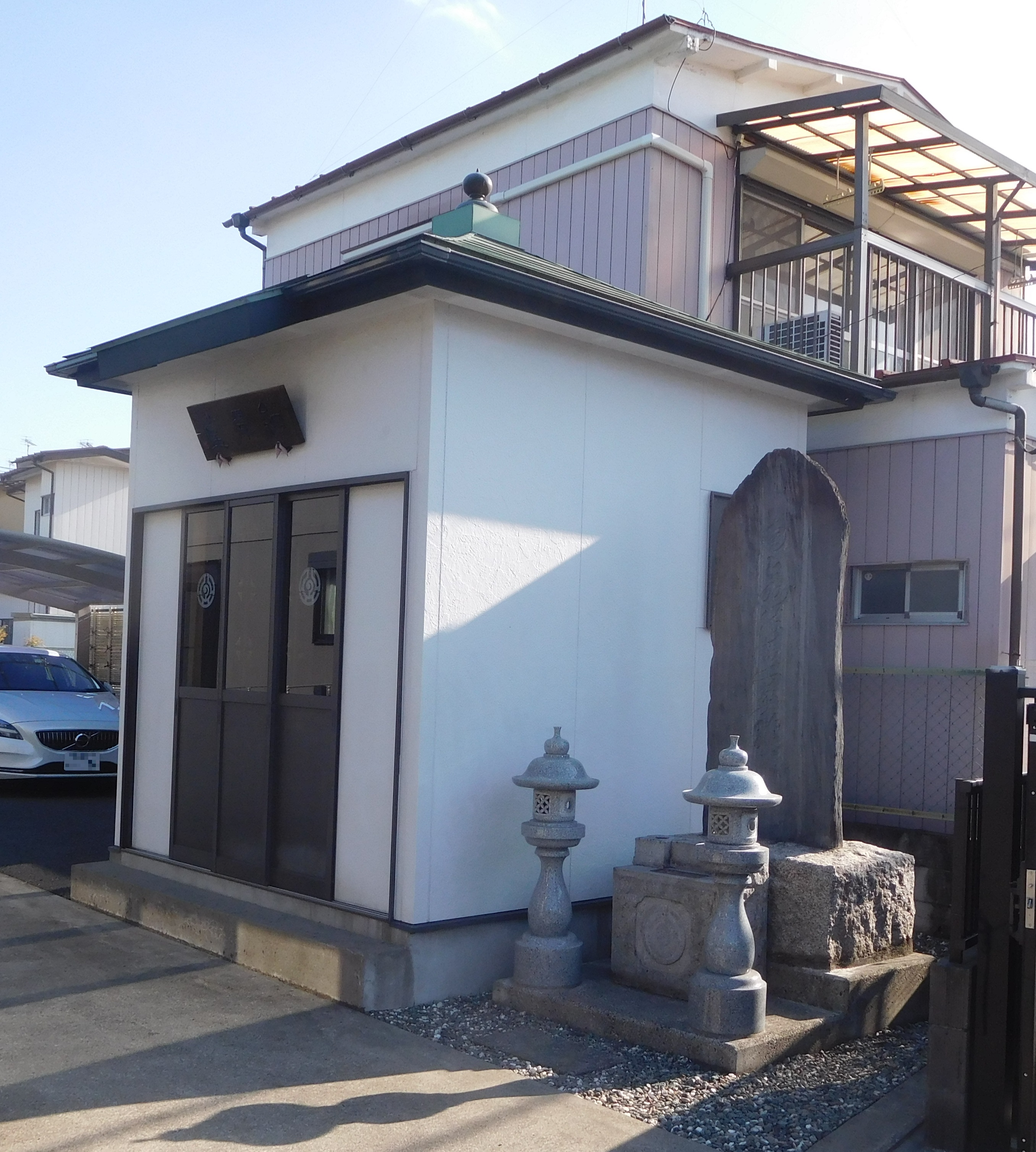
遠歓寺納骨堂と石碑

太平洋戦争終結後、付近一帯は区画整理が行われ、家来塚は失われた。1950年（昭和25年）、和尚塚の周辺地域、一ノ沢町と戸祭町のそれぞれ一部から和尚塚町（おしょうづかまち）が発足した。しかし1965年（昭和40年）の住居表示導入により、「和尚塚町」の町名は消滅した。
1992年（平成4年）1月24日から1月30日まで、宇都宮市教育委員会は塚の発掘調査を実施した。このときは新たな出土品は得られなかったが、塚の盛土が6 - 9層になっていることが判明した。この頃には塚の上に大木が数本ほど茂っていた。平成初期（1990年代）に遠歓寺は和尚塚の上にあった納骨堂を本堂前に移動させ、塚の入り口にあった門柱と塚に登る石段を撤去した。納骨堂は塚の頂上、北西部にあり、門柱と石段は南西部にあった。その後、和尚塚の所有者は宇都宮市に変わった。

## 地名として

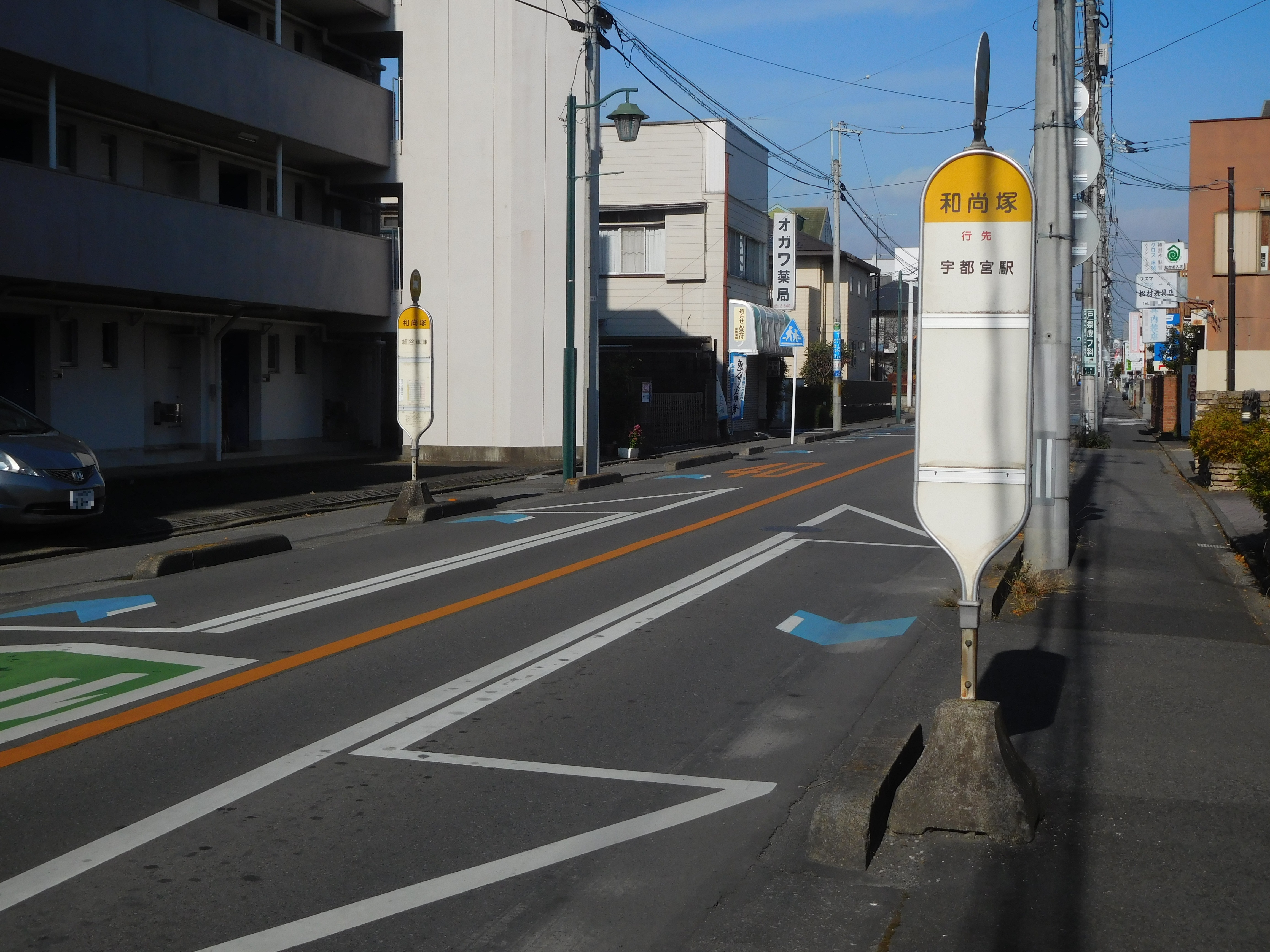
和尚塚通り起点付近にある、和尚塚バス停

1950年（昭和25年）から1965年（昭和40年）まで、宇都宮市には和尚塚町という町名が存在した。和尚塚町は東端を桜通り、南端を大谷街道で区切られた町で、一丁目から三丁目まで設置されていた。しかし、和尚塚町一丁目・二丁目は桜四丁目、和尚塚町三丁目は戸祭二丁目と北一の沢町に分割され、「和尚塚町」の町名は消滅した。和尚塚町があった頃の特色として、宅地化が進行したことが挙げられ、1953年（昭和28年）には2棟16戸の和尚塚市営住宅が開設された。和尚塚市営住宅は戸祭二丁目に現存しており、1988年（昭和63年）築の5階建てである。
住所上、和尚塚の名はなくなってしまったが、JR宇都宮駅のバス乗り場から「和尚塚経由」という路線バスが運行されているため、実際の和尚塚を知らなくとも、地名として認識している人は少なくない。また自治会名として、和尚塚二丁目・和尚塚三丁目・和尚塚南部の3つの自治会が残っている。

### 和尚塚通り
戸祭二丁目の文星女子高通りとの交点から、戸祭四丁目の宇都宮市道858号との交点までの区間は和尚塚通り（おしょうづかどおり）と呼ばれている。正式な路線名は宇都宮市道843号である。
昭和初期までの和尚塚通りは、曲がりくねった農道であったが、和尚塚地域の発展と防火対策のため直線化された。直線化に当たっては、自治会役員らで「和尚塚道路改修委員会」を結成し、沿線の地主に協力を求め、建設段階では作業員が「丘を越えて」を歌いながら工事を進めた。第二次世界大戦後、和尚塚付近では区画整理が行われ、通りは商店街となり、路線バスが通るようになるなど、都市化が進んだ。なお、商店街組織は「和尚塚商工振興会」と称し、花壇作りや街路灯の装飾などの活動を行っている。

### 和尚塚バス停
JR宇都宮駅との間を和尚塚経由の路線バスが乗り入れている。
- 関東自動車（関東バス）和尚塚細谷線[27]（駒生営業所管内[28][29]）
  - 01 和尚塚経由 宇都宮駅[28]
  - 53 和尚塚経由 細谷車庫[29]